# Ульбашев, Мухарбий Магомедович
Мухарбий Магомедович Ульба́шев (карач.-балк. Улба́шланы Магомедни жашы Мухарбий; род. 15 мая 1960, с. Верхняя Балкария, Кабардино-Балкарская АССР, СССР) — российский государственный и политический деятель. Представитель в Совете Федерации от парламента Кабардино-Балкарской Республики. Первый заместитель председателя Комитета Совета Федерации по бюджету и финансовым рынкам. По национальности балкарец.
Действительный государственный советник РФ 3 класса.
Из-за поддержки нарушения территориальной целостности Украины во время российско-украинской войны находится под персональными международными санкциями Евросоюза, США, Великобритании и ряда других стран.

## Биография
- 1982 — получил специальность «ветеринарный врач» в Кабардино-Балкарском агромелиоративном институте;
- 1990 — окончил Кабардино-Балкарский государственный университет по специальности «экономист»;
- 1982 — старший врач Кабардино-Балкарского санитарно-ветеринарного отряда;
- 1982—1983 — инструктор Октябрьского райкома ВЛКСМ г. Нальчик;
- 1983—1985 — инструктор Кабардино-Балкарского обкома ВЛКСМ;
- 1985—1987 — первый секретарь Тырныаузского горкома ВЛКСМ;
- 1987—1990 — секретарь Кабардино-Балкарского обкома ВЛКСМ;
- 1990—1993 — председатель постоянной комиссии Верховного Совета Кабардино-Балкарской Республики, первый заместитель председателя Верховного Совета.
- 1993—1995 — депутат Совета республики Парламента Кабардино-Балкарской Республики, сопредседатель Комитета по межнациональным отношениям Парламента Кабардино-Балкарии.
- 1995 — 1999 — депутат Государственной Думы Федерального Собрания РФ второго созыва, был членом фракции «Наш дом — Россия», членом Комитета по регламенту и организации работы Государственной Думы.
- 2000—2001 — советник президента Кабардино-Балкарской Республики по связям с федеральными органами власти.
- декабрь 2001 — февраль 2004 — представитель в Совете Федерации Федерального Собрания РФ от Правительства Кабардино-Балкарской Республики. Был заместителем председателя Комитета Совета Федерации по бюджету[7].
- 2004 — 2010 год — Работал начальником управления предварительного контроля Федеральной службы страхового надзора, затем — заместителем руководителя ФССН[8][9].
- с 2014 — представитель в Совете Федерации Федерального Собрания РФ от Парламента Кабардино-Балкарской Республики. Заместитель председателя Комитета Совета Федерации по бюджету и финансовым рынкам[10].
- с 2024 — первый зампредседателя Комитета СФ по бюджету и финансовым рынкам[11].

## Семья
Женат. Воспитывает дочь.